# 346
Cette page concerne l'année 346  du calendrier julien. Pour l'année 346 av. J.-C., voir 346 av. J.-C. Pour le nombre 346, voir 346 (nombre).
L'année 346 est une année commune qui commence un mercredi.

## Événements
- 5 mars : Constant est à Sirmium[1].
- 21 mars : Constance II est à Antioche où il est encore en septembre[1]. Il passe le reste de l'année à Constantiople[2].
- 12 mai : pseudo-concile de Cologne qui aurait été réunit par Maximin de Trèves pour déposer l'évêque de Cologne Euphratas, accusé d'arianisme[3].
- 23 mai : Constant est à Cesena[1].

- 21 octobre : sous la forte pression des empereurs, les Églises orientale et occidentale atteignent un compromis bancal à Alexandrie. Athanase d'Alexandrie est restauré jusqu'en 356[4].
- 26 décembre : Marcus Maecius Memmius Furius Baburius Caecilianus Placidus (en), Préfet de Rome[2].

- Échec du second siège de Nisibe par Shapur II[5]. Armistice entre la Perse et Rome. Débuté avant le 6 juin, il sera levé 78 jours plus tard[2].

- En Corée, le roi puyŏ Hyon et 50 000 personnes de son peuple sont faits prisonniers à la suite de l'invasion du roi xianbei Murong Huang. Les tribus Puyŏ sont absorbées par le Koguryŏ après la fin du royaume xianbei des Yan antérieurs en 370[6].

## Naissances en 346
- 11 janvier : Théodose Ier, empereur romain.
- Eunape

## Décès en 346
- 9 mai : Pacôme en Haute-Égypte, fondateur du cénobitisme (de Koinobia, lieu de vie en commun), à l’origine du monachisme chrétien (v. 292-346)[7].